# Almtuna IS

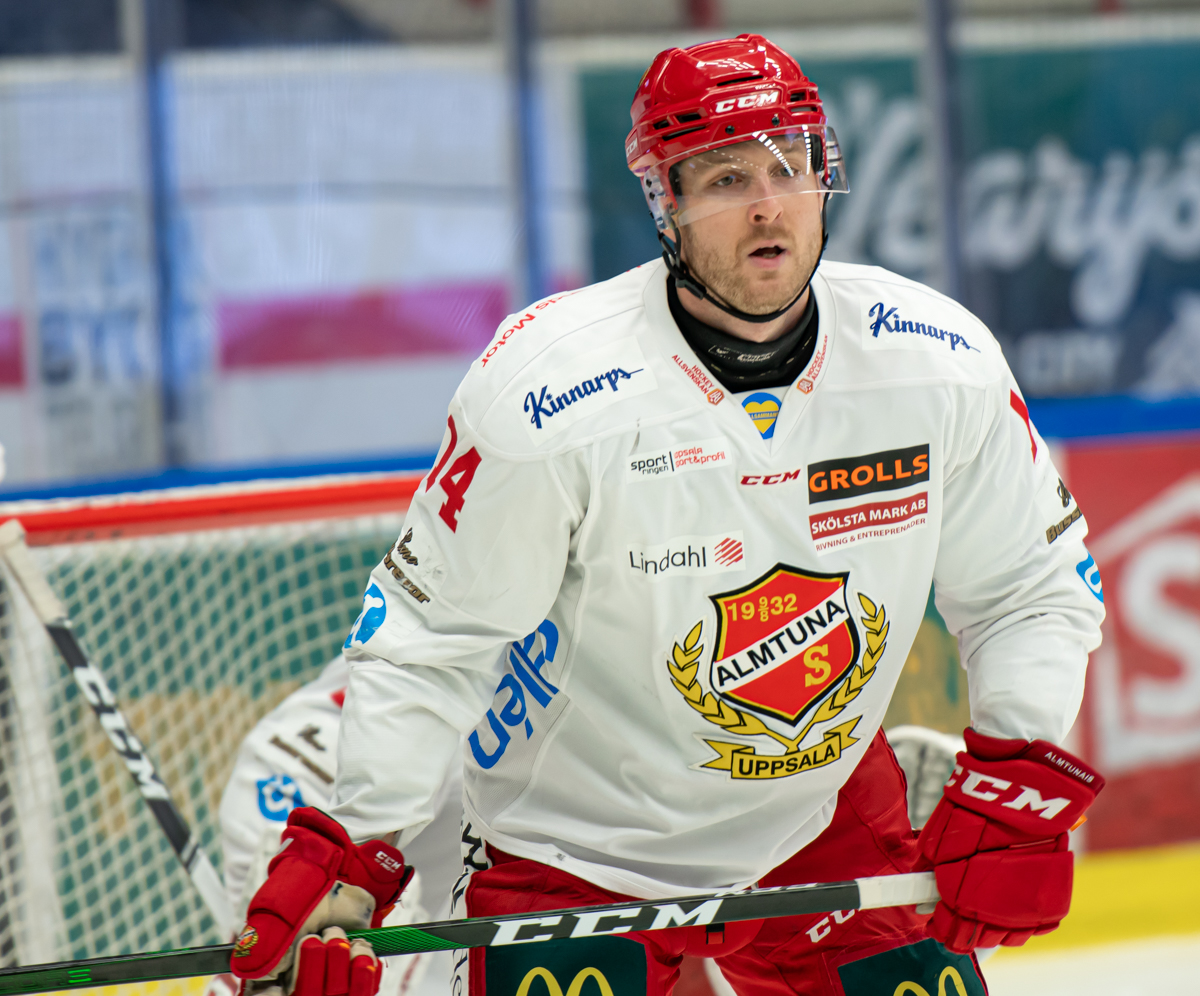
Almtunaspelare med bortaställ (januari 2021).

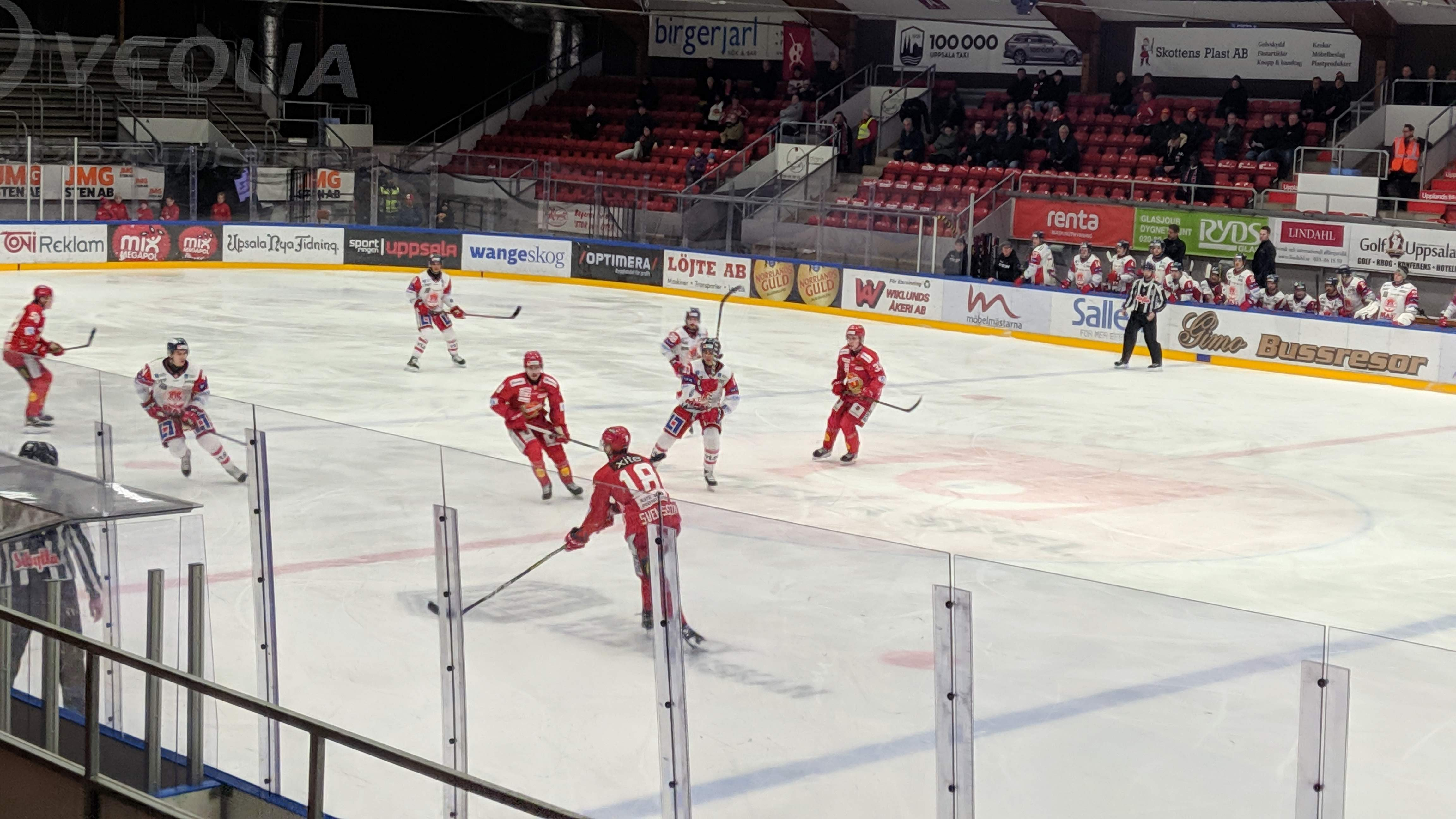
Almtuna IS (röda tröjor) vid en hemmamatch i Upplands Bilforum Arena mot Västerviks IK (vita tröjor), januari 2022.

Almtuna Idrottssällskap är en ishockeyklubb från Uppsala.

## Historik
Almtuna IS bildades 9 augusti 1932 och klubben bedrev då verksamhet med bland annat fotboll, bandy och bordtennis. Det var först år 1947 som ishockey blev en del av programmet. Almtuna IS är idag en renodlad ishockeyförening med både dam- och herrlag.
Almtuna IS är den mest framgångsrika ishockeyföreningen genom tiderna inom Upplands ishockeydistrikt. Störst framgång hade man säsongen 1962/1963 då man spelade i dåvarande högsta serien i Sverige. Till hemmamatchen mot Västra Frölunda IF den 11 november 1962 tog sig 7 522 åskådare till Studenternas IP - vilket publikrekord är liktydigt med klubbens publikrekord även efter säsongen 2014/2015. Sejouren blev bara ettårig då laget föll ur serien med ett enda måls marginal. Idag spelar laget i landets näst högsta serie, Allsvenskan.
År 1987 bytte föreningen till namnet Uppsala/AIS men på årsmötet år 2000 återtogs det gamla namnet Almtuna IS igen.
År 2010 säkrade Almtuna IS en kvalserieplats i Kvalserien till Elitserien för första gången i historien efter playoffserier i hockeyallsvenskan där man mötte Mora IK (2-0 i matcher) och Malmö Redhawks (2-1 i matcher).

### Säsonger
| Säsong     | Division                      | Placering  | Kval                                    |
| Almtuna IS | Almtuna IS                    | Almtuna IS | Almtuna IS                              |
| ---------- | ----------------------------- | ---------- | --------------------------------------- |
| 1951/1952  | Division II Östra             | 6          | nerflyttade                             |
| 1952/1953  | Division III Östsvenska norra | 2          |                                         |
| 1953/1954  | Division III Östsvenska norra | 1          | 1:a i kvalserien, uppflyttade           |
| 1954/1955  | Division II Östra             | 2          |                                         |
| 1955/1956  | Division II Östra A           | 3          |                                         |
| 1956/1957  | Division II Östra B           | 3          |                                         |
| 1957/1958  | Division II Östra B           | 2          |                                         |
| 1958/1959  | Division II Östra B           | 4          |                                         |
| 1959/1960  | Division II Västra A          | 4          |                                         |
| 1960/1961  | Division II Västra A          | 5          |                                         |
| 1961/1962  | Division II Västra A          | 1          | 2:a i kvalserien, uppflyttade           |
| 1962/1963  | Division I Södra              | 8          | 5:a i kvalificeringsserien, nerflyttade |
| 1963/1964  | Division II Västra A          | 2          |                                         |
| 1964/1965  | Division II Västra A          | 5          |                                         |
| 1965/1966  | Division II Östra B           | 3          |                                         |
| 1966/1967  | Division II Östra B           | 2          |                                         |
| 1967/1968  | Division II Östra B           | 3          |                                         |
| 1968/1969  | Division II Östra B           | 3          |                                         |
| 1969/1970  | Division II Östra B           | 1          | 4:a i kvalserien                        |
| 1970/1971  | Division II Östra B           | 5          |                                         |
| 1971/1972  | Division II Östra B           | 1          | 5:a i kvalserien                        |
| 1972/1973  | Division II Östra B           | 5          |                                         |
| 1973/1974  | Division II Östra B           | 3          |                                         |
| 1974/1975  | Division II Östra             | 9          | nerflyttade                             |

Säsongen 1975/76 genomfördes en stor serieomläggning där Elitserien bildades. Almtuna som flyttats ner fick fortsätta spela i Division II som nu blivit tredjeliga. Man tog sig dock tillbaka till andraligan på en säsong.
| Säsong                               | Division           | Placering | Vår-/Slutspelsserie       | Playoff/Kval                                                      |
| ------------------------------------ | ------------------ | --------- | ------------------------- | ----------------------------------------------------------------- |
| 1976/1977                            | Division I Östra   | 4         |                           | Playoff: Utslagna av Tingsryd                                     |
| 1977/1978                            | Division I Östra   | 5         |                           |                                                                   |
| 1978/1979                            | Division I Östra   | 5         |                           |                                                                   |
| 1979/1980                            | Division I Östra   | 5         |                           |                                                                   |
| 1980/1981                            | Division I Östra   | 3         |                           | Playoff: Utslagna av Bäcken                                       |
| 1981/1982                            | Division I Östra   | 8         |                           |                                                                   |
| 1982/1983                            | Division I Östra   | 9         | 6:a i fortsättningsserien |                                                                   |
| 1983/1984                            | Division I Östra   | 10        | 8:a i fortsättningsserien | nerflyttade                                                       |
| 1984–1987 spelade man i Division II. |                    |           |                           |                                                                   |
| Uppsala/AIS                          |                    |           |                           |                                                                   |
| 1987/1988                            | Division I Östra   | 4         | 3:a i fortsättningsserien |                                                                   |
| 1988/1989                            | Division I Östra   | 2         | 10:a i Allsvenskan        |                                                                   |
| 1989/1990                            | Division I Östra   | 7         | 6:a i fortsättningsserien |                                                                   |
| 1990/1991                            | Division I Östra   | 5         | 2:a i fortsättningsserien | Playoff: Utslagna av Boden                                        |
| 1991/1992                            | Division I Västra  | 2         | 10:a i Allsvenskan        |                                                                   |
| 1992/1993                            | Division I Östra   | 9         | 5:a i fortsättningsserien |                                                                   |
| 1993/1994                            | Division I Västra  | 4         | 1:a i fortsättningsserien | Playoff: Utslagna av Tingsryd                                     |
| 1994/1995                            | Division I Östra   | 4         | 4:a i fortsättningsserien |                                                                   |
| 1995/1996                            | Division I Östra   | 4         | 3:a i fortsättningsserien |                                                                   |
| 1996/1997                            | Division I Östra   | 5         | 1:a i fortsättningsserien | Playoff: Utslagna av Team Kiruna                                  |
| 1997/1998                            | Division I Östra   | 6         | 2:a i fortsättningsserien | Playoff: Utslagna av Rögle BK                                     |
| 1998/1999                            | Division I Östra   | 8         | 5:a i fortsättningsserien | 3:a i kval till nya Allsvenskan                                   |
| 1999/2000                            | Division I Östra A | 2         | 6:a i Allettan Östra      |                                                                   |
| Almtuna IS                           |                    |           |                           |                                                                   |
| 2000/2001                            | Division I Östra A | 1         | 1:a i Allettan Östra      | 2:a i Kvalserien till Allsvenskan Norra, uppflyttade              |
| 2001/2002                            | Allsvenskan Norra  | 10        | 7:a i vårserien           | 4:a i Kvalserien till Allsvenskan Norra, nerflyttade              |
| 2002/2003                            | Division I Östra A | 1         | 1:a i Allettan Östra      | 1:a i Kvalserien till Allsvenskan Norra, uppflyttade              |
| 2003/2004                            | Allsvenskan Norra  | 9         | 3:a i vårserien           |                                                                   |
| 2004/2005                            | Allsvenskan Norra  | 9         | 1:a i vårserien           | Playoff: Utslagna av Bofors                                       |
| 2005/2006                            | Hockeyallsvenskan  | 7         |                           |                                                                   |
| 2006/2007                            | Hockeyallsvenskan  | 8         |                           |                                                                   |
| 2007/2008                            | Hockeyallsvenskan  | 12        |                           |                                                                   |
| 2008/2009                            | Hockeyallsvenskan  | 6         |                           | Playoff: Besegrar Mora, utslagna av Växjö                         |
| 2009/2010                            | Hockeyallsvenskan  | 4         |                           | Playoff: Besegrar Mora och Malmö 5:a i Kvalserien till Elitserien |
| 2010/2011                            | Hockeyallsvenskan  | 6         | 4:a i förkvalsserien      |                                                                   |
| 2011/2012                            | Hockeyallsvenskan  | 11        |                           |                                                                   |
| 2012/2013                            | Hockeyallsvenskan  | 12        |                           |                                                                   |
| 2013/2014                            | Hockeyallsvenskan  | 10        |                           |                                                                   |
| 2014/2015                            | Hockeyallsvenskan  | 9         |                           |                                                                   |
| 2015/2016                            | Hockeyallsvenskan  | 7         | 6:a i slutspelsserien     |                                                                   |
| 2016/2017                            | Hockeyallsvenskan  | 8         | 6:a i slutspelsserien     |                                                                   |
| 2017/2018                            | Hockeyallsvenskan  | 4         | 5:a i slutspelsserien     |                                                                   |
| 2018/2019                            | Hockeyallsvenskan  | 13        |                           | 3:a i kvalserien                                                  |
| 2019/2020                            | Hockeyallsvenskan  | 12        |                           |                                                                   |
| 2020/2021                            | Hockeyallsvenskan  | 10        |                           | Slutspel: Utslagna av Västerås                                    |
| 2021/2022                            | Hockeyallsvenskan  | 12        |                           |                                                                   |
| 2022/2023                            | Hockeyallsvenskan  | 7         |                           | Slutspel: Utslagna av AIK                                         |
| 2023/2024                            | Hockeyallsvenskan  | 9         |                           | Slutspel: Utslagna av Nybro Vikings IF                            |
| 2024/2025                            | Hockeyallsvenskan  | 11        |                           |                                                                   |

## Damhockey
Almtuna hade ett damlag i seriespel första gången i Division 2 säsongen 2007/2008. Sedan spelade damlaget i Division 1/Damettan fram till då föreningsstyrelsen beslutade att lägga ned sitt A-laget som istället gick över till Uppsala Hockey. Från och med hösten 2025 återkommer laget under Almtunas regi igen.

## Arenaprojektet
Uppsala Eventcenter planeras i anslutning till Gränby Centrum efter ett beslut av Uppsala kommun i mars 2019. En arena för issporter ska byggas vid Gränby sportfält och beräkndeas från början stå klar under våren 2025 och byggstarten planerades till hösten 2022 med en budgeten på 489 miljoner kronor. Projektet är dock pausat och det är oklart när det blir klart.
Redan 2009 förekom diskussioner inom kommunen om att bygga en ny arena i Uppsala (då med namnet Uppsala Arena) för elitidrotter som ishockey, basket, innebandy, m.m.

## Spelare från Almtuna IS (i urval)
Genom åren har det funnits många spelare som fostrats i Almtuna och senare spelat i SHL och i landslaget, bland annat dessa:
| Namn                       | Klubb           |
| -------------------------- | --------------- |
| Jonas Almtorp              | Södertälje SK   |
| Nicklas Danielsson         | Modo Hockey     |
| Oscar Sundh                | HV71            |
| Johannes Salmonsson        | AIK IF          |
| Johan Andersson            | Växjö Lakers HC |
| Kim Karlsson               | Luleå HF        |
| Elias Fälth                | Luleå HF        |
| Sebastian Enterfeldt       | Luleå HF        |
| Fredrik Pettersson-Wentzel | Färjestad BK    |

### Spelare med A-lagslandskamper[9]
| Namn               | Landskamper |
| ------------------ | ----------- |
| Arne Carlsson      | 142         |
| Tony Mårtensson    | 107         |
| Hans Tvilling      | 87          |
| Nicklas Danielsson | 78          |
| Marcus Ragnarsson  | 54          |
| Petter Rönnqvist   | 38          |
| Stig Andersson     | 26          |
| Jan Claesson       | 16          |
| Claes-Göran Wallin | 14          |
| Magnus Hellberg    | 9           |
| Oscar Sundh        | 7           |
| Robert Carlsson    | 5           |
| Andreas Pihl       | 3           |
| Roland Särnholm    | 3           |